# Sergio Gil
Sergio Gil Latorre (Zaragoza, Aragón, España, 10 de mayo de 1996) es un futbolista español que juega como centrocampista en la S. D. Logroñés de la Segunda Federación.

## Trayectoria
Formado en las categorías inferiores del Club Deportivo Oliver, fichó por el Real Zaragoza en 2010, siendo ya cadete. Después de su paso por las diferentes categorías, realizó la pretemporada en verano de 2014 con el equipo blanquillo debido a la falta de jugadores en el primer equipo, durante la que disputa varios encuentros amistosos. Debutó el 14 de marzo de 2015 en el encuentro liguero contra el C. D. Lugo en La Romareda, que finalizaría con empate a cero. Saldría al campo en el minuto ochenta, sustituyendo a Ruíz de Galarreta, y dejaría algún detalle de calidad.
Tras la temporada 2015-16 se negó a reconocer el contrato renovado automáticamente por la entidad blanquilla lo que provocó que se declarara en rebeldía y no partícipe de la pretemporada, con el objetivo de fichar por el Club Deportivo Lugo minutos antes del cierre del mercado de fichajes.[cita requerida]
En el verano de 2019 fichó por el Extremadura U. D. Llegó como agente libre y firmó por las tres próximas temporadas. A finales de 2021 rescindió su contrato y se marchó a la Unió Esportiva Costa Brava. Posteriormente siguió su carrera en el C. D. Calahorra, el C. D. Alcoyano y la S. D. Logroñés.

## Clubes
| Club              | País   | Año       |
| ----------------- | ------ | --------- |
| Deportivo Aragón  | España | 2014-2016 |
| C. D. Lugo        | España | 2016-2019 |
| Extremadura U. D. | España | 2019-2021 |
| U. E. Costa Brava | España | 2022      |
| C. D. Calahorra   | España | 2022-2023 |
| C. D. Alcoyano    | España | 2023-2024 |
| S. D. Logroñés    | España | 2024-     |